# Cantón de Homécourt
El cantón de Homécourt era una división administrativa francesa, que estaba situada en el departamento de Meurthe y Mosela y la región de Lorena.

## Composición
El cantón estaba formado por nueve comunas:
- Auboué
- Batilly
- Hatrize
- Homécourt
- Jouaville
- Moineville
- Moutiers
- Saint-Ail
- Valleroy

## Supresión del cantón de Homécourt
En aplicación del Decreto nº 2014-261 de 26 de febrero de 2014, el cantón de Homécourt fue suprimido el 22 de marzo de 2015 y sus 9 comunas pasaron a formar parte del nuevo cantón de Jarny.